# Vittorio Villano
Vittorio Villano, né le 2 février 1988 à Charleroi, est un footballeur belge. Il a été formé au Charleroi SC et joue actuellement pour la RUW Ciney.

## Clubs[1]
- Début de sa carrière - 2005 : Charleroi SC  Belgique
- 2005 - 2008 : Standard de Liège  Belgique 4 matchs / 0 but
- 2008 - 2012 : AFC Tubize  Belgique
- 2012 - 2014 : Royal Charleroi-Fleurus  Belgique
- 2014 - 2015 : RRC Waterloo  Belgique
- 2015 - 2016 : KRC Malines  Belgique
- 2016 - 2018 : FC Pepingen  Belgique
- 2018 - 2019 : RFC Meux  Belgique
- 2019 - actuellement : RUW Ciney  Belgique

## Palmarès
- Champion de Belgique en 2008 avec le Standard de Liège.